# دبلیو. او. میچل
دبلیو. او. میچل (انگلیسی: W. O. Mitchell؛ ‏ ۱۳ مارس ۱۹۱۴ – ۲۵ فوریهٔ ۱۹۹۸) نویسنده اهل کانادا بود. وی دانش‌آموختهٔ رشتهٔ روان‌شناسی و فلسفه (در مقطع کارشناسی) در دانشگاه منیتوبا بود و مدرک آموزگاری خود را در سال ۱۹۴۳ از دانشگاه آلبرتا دریافت کرد. رمان «چه کسی باد را دیده است» به قلم او نزدیک به یک میلیون نسخه فروش رفت.
وی به‌عنوان بازیگر مهمان در یکی از قسمت‌های قصه‌های جزیره حضور داشت. 